# Hiempsal
Hiempsal (zm. 117 p.n.e.) – współrządca Numidii od 118 p.n.e. Był najmłodszym znanym synem króla Micypsy i po jego śmierci miał otrzymać współudział w rządzeniu krajem wraz z rodzonym bratem Adherbalem i kuzynem Jugurtą, adoptowanym przez Micypsę. Szczegóły podziału władzy miały zostać ustalone na spotkaniu trzech braci, lecz do porozumienia nie doszło. Według Salustiusza, podczas tego spotkania Hiempsal miał czynić liczne wrogie uwagi względem Jugurty i wypominać mu niskie pochodzenie jego matki. Hiempsal został zamordowany z polecenia Jugurty w miejscowości Tirmida w 117 p.n.e, co zapoczątkowało pierwszą wojnę domową między następcami Micypsy, skutkującą wygnaniem Adherbala. Gdy sprawa problemów dynastycznych w Numidii trafiła pod obrady rzymskiego Senatu, Jugurta zaprzeczył swemu udziałowi w morderstwie Hiempsala i twierdził, że został on zabity przez Numidyjczyków „z powodu swego okrucieństwa”.